# Blame! (film)
Blame! (ブラム?, Buramu!) (stilizzato BLAME!) è un film d'animazione del 2017 diretto da Hiroyuki Seshita.
Film in animazione digitale, scritto da Tsutomu Nihei, autore dell'omonimo manga, prodotto da Polygon Pictures, è stato distribuito a livello internazionale da Netflix il 20 maggio 2017.

## Trama
In un futuro distante, la civiltà ha raggiunto il culmine di una forma strettamente connessa con la rete. Nel passato, un "contagio" nel sistema ha portato tutti i dispositivi automatici ad andare fuori controllo, dando vita a una città multi-strato che si auto-genera all'infinito in ogni direzione. Adesso l'umanità ha perso completamente il controllo della città ed è costretta a nascondersi dalle Safeguard (o Sterminatori), corpi di difesa generati dalla città stessa con il compito di dare la caccia agli umani. In una ristretta zona della città, un gruppo di rifugiati noto come "Pescatori degli Elettrosilos" sta rischiando l'estinzione, dovendo fare i conti sia con le Safeguard sia con la scarsità di cibo. Una ragazza di nome Zuru decide di partire con un gruppo di amici alla ricerca di provviste per il villaggio, quando una torre di guardia nota la sua presenza e invia un'orda di Safeguard ad attaccare il gruppo, che viene decimato dagli Sterminatori. Ormai alle strette, Zuru e i suoi amici Tae e Fusata vengono salvati da Killy, un umano vagabondo alla continua ricerca di altri umani che posseggano il "gene terminale della rete".
Killy viene portato al villaggio, dove incontra il leader del gruppo di rifugiati. Quest'ultimo mostra interesse verso lo sconosciuto, che afferma di provenire da «6 000 livelli più giù». Killy aiuta gli abitanti del villaggio dando loro una gran quantità di razioni di cibo, dopodiché parte all'improvviso alla volta di una zona chiamata dai Pescatori "Tempio in decomposizione". Giunto al tempio, Killy, accompagnato da Zuru, trova i resti del corpo bionico di Shibo, una scienziata dei tempi antecedenti al contagio. Shibo rivela al gruppo che è stata lei a costruire il perimetro che protegge il villaggio dalle Safeguard e che, recandosi a una certa "Fabbrica dell'automazione", potrebbe procurare loro molte altre razioni di cibo nonché un terminale sintetico con le stesse funzionalità del gene terminale della rete, con cui le persone sarebbero in grado di controllare nuovamente la città.
Un gruppo di Pescatori, inclusi Killy e Shibo, si dirigono quindi alla fabbrica, dove la scienziata produce una gran quantità di razioni per il gruppo e il terminale sintetico per Killy. Subito dopo, però, il sistema respinge l'accesso della scienziata e genera un gran numero di Sterminatori per attaccare il gruppo. Shibo, che nel frattempo ricostruisce il proprio corpo in una forma androide, aiuta il gruppo a fuggire grazie a una macchina su rotaie, mentre Killy viene portato via privo di sensi a causa dello sforzo nel proteggere i Pescatori.
Tornati al villaggio, gli abitanti festeggiano per le enormi scorte di cibo appena guadagnate. Durante i festeggiamenti, Shibo sveglia Killy e lo porta nella stanza del terminale sintetico, chiedendogli di proteggerla mentre lei sarà collegata alla macchina. Nel frattempo, Tae prende la sua arma e spara al generatore che alimenta il perimetro del villaggio: si scopre infatti che la vera Tae è stata uccisa alla fabbrica da Sana-Kan, una Safeguard di alto livello dalla forma umanoide, la quale ha poi preso l'aspetto della ragazza per infiltrarsi all'interno del villaggio e uccidere gli abitanti.
Killy corre in soccorso degli altri, mentre Shibo posiziona la macchina vicino al generatore distrutto e si connette al terminale sintetico. Gli adulti del villaggio tentano di combattere Sana-Kan e di proteggere gli altri abitanti dagli Sterminatori chiamati a raccolta dal nemico. Quando Killy si unisce al combattimento, Sana-Kan sottolinea come lui sia «un corpo che è stato sottratto [...] alle Safeguard». Killy, che inizialmente ha la peggio, viene salvato da Zuru, che gli lancia la sua pistola, con quale Killy riesce finalmente a distruggere Sana-Kan, ma non prima che questa riesca a distruggere Shibo.
Shibo, nel frattempo, si trova in una dimensione alternativa nota come «mondo di riserva» (a metà strada tra la realtà di base e la cosiddetta "Netsfera") di fronte all'Autorità, colei che controlla le Safeguard, e chiede a quest'ultima di risparmiare gli abitanti del villaggio dall'attacco delle Safeguard. L'Autorità riferisce di non poterlo fare (in quanto può prendere ordini solo da chi possiede il gene terminale della rete), ma consente a Shibo di connettersi alla mappa dei livelli abbandonati: livelli disconnessi dalla Netsfera che non sono sotto il controllo delle Safeguard.
Shibo – ora funzionante solo attraverso l'unico braccio che le è rimasto – guida gli abitanti del villaggio verso il vagone su rotaie che li porterà a un livello abbandonato, ma il gruppo viene individuato da una torre di guardia. Killy lascia a Zuru il dispositivo che lo teneva al sicuro dalle Safeguard, dopodiché abbandona il gruppo dicendo di dover continuare la sua ricerca del gene terminale della rete. Shibo, Zuru e gli altri Pescatori salgono sul vagone e fuggono, mentre Killy resta a combattere contro gli Sterminatori appena giunti.
Anni dopo, la nipote di Zuru narra di come i Pescatori vivano ancora nel livello abbandonato, sperando che Killy riesca a trovare il gene terminale della rete. Secondo la ragazza, Killy sta ancora vagando per la città in cerca del gene, come infatti viene poi mostrato nella scena finale del film.

## Produzione
Le prime idee per un film realizzato completamente in animazione digitale erano state annunciate nel 2007. Tuttavia, il progetto non venne presentato prima che lo studio di produzione Micott & Basara dichiarasse bancarotta nel 2011.
Nel novembre 2015 è stato annunciato che il manga Blame! sarebbe stato adattato in un film anime. Il film è stato diretto da Hiroyuki Seshita e scritto da Tsutomu Nihei (autore del manga originale) e Sadayuki Murai, mentre le animazioni sono state realizzate da Polygon Pictures e il charater design da Yuki Moriyama.

## Distribuzione
Blame! è stato distribuito a livello internazionale sulla piattaforma Netflix il 20 maggio 2017.
Il 5 ottobre 2017, durante la propria conferenza al New York Comic Con, Viz Media aveva annunciato di aver acquisito i diritti del film e che avrebbe distribuito la pellicola su Blu-ray Disc e DVD il 27 marzo 2018. Nel giugno 2017 è stato annunciato che sarebbe stato realizzato un seguito di Blame! e che i lavori al progetto erano già in corso.